# Шяуляй (баскетбольный клуб)
Баскетбольный клуб «Шяуляй» (лит. Krepšinio klubas «Šiauliai») — литовский баскетбольный клуб из одноименного города. Основан в 1994 году. В начале XXI века зарекомендовал себя как третий по силе клуб Литвы, идущий сразу после лидеров «Жальгириса» и «Летувос Ритас». С 1999 года регулярный участник матчей за 3-е место. 3-е место — высшее достижение клуба в чемпионата Литвы (2000, 2001, 2004, 2005, 2006, 2007, 2008, 2009) и в Балтийской лиге (2005, 2006). С 1996 года клуб участвует в европейских клубных турнирах. В 1995—2002, 2008—2012 и с 2017 года клуб тренировал Антанас Сирейка.

## Результаты вБалтийской баскетбольной лиге
- 2005 — 3
- 2006 — 3
- 2007 — 4
- 2008 — 5
- 2009 — 5
- 2010 — 3

## Результаты вчемпионате Литвы

### Регулярные чемпионаты
| - 1995 — 4 - 1996 — 8 - 1997 — 4 - 1998 — 7 - 1999 — 4 - 2000 — 3 - 2001 — 3 - 2002 — 4 - 2003 — 4 | - 2004 — 3 - 2005 — 3 - 2006 — 3 - 2007 — 3 - 2008 — 3 - 2009 — 3 - 2010 — 3 - 2011 — 5 - 2012 — 4 | - 2013 — 6 - 2014 — 6 - 2015 — 7 - 2016 — 8 - 2017 — 10 - 2018 — 5 - 2019 — 10 - 2020 — 8 |

## Результаты в европейских кубках
- 1996 — Кубок Корача
- 1997 — Кубок Корача
- 1998 — Кубок Корача, 1/16 финала
- 1999 — не участвовал
- 2000 — Кубок Корача, 1-е место (из 4) в группе J, поражение в 1/16 финала
- 2001 — Североевропейская баскетбольная лига, 10-е место (из 16) в регулярном чемпионате, поражение в первом раунде плей-офф
- 2002 — Североевропейская баскетбольная лига
- 2003 — Кубок чемпионов ФИБА, 3-е место в группе А Северной конференции
- 2004 — Кубок Европы ФИБА, 3-е место в группе D Северной конференции
- 2005 — Кубок Европы ФИБА, 1-е место в группе B Северной конференции
- 2006 — Кубок Европы ФИБА, 3-е место (из 4) в группе С
- 2007 — Кубок Европы ФИБА, 2-е место (из 4) в группе D, 3-е место (из 4) в группе I
- 2008 — Кубок УЛЕБ, 5-е место (из 6) в группе A
- 2009 — Кубок Европы, поражение в квалификации; Кубок вызова, 3-е место (из 4) в группе D
- 2010 — Кубок Европы, 4-е место (из 4) в группе С